# Garvesumak
Garvesumak (Rhus coriaria), også skrevet Garve-Sumak, er en vintergrøn busk eller et lille træ. Væksten er opret og uregelmæssigt forgrenet. Hele planten indeholder talrige stoffer, som giver en kraftig duft.

## Beskrivelse
Barken er først lysegrøn, men næsten dækket af rødlige hår. Senere bliver den gråbrun, og meget gamle grene og stammer kan få en opsprækkende bark. Knopperne er spredtstillede og små.
Bladene er uligefinnede med ægformede småblade, der har groft takket rand. Oversiden er grågrøn og spredt håret, mens undersiden er lidt lysere og mere tæt behåret. Blomstringen sker i maj-juli, hvor man kan se de små, gullligt-hvide blomster sidde samlet i tætte aks, der tilsammen danner endestillede klaser. Frugterne er mørkt rødbrune og tæt dækket af hår.
Rodnettet er dybtgående og vidt udbredt.
Højde x bredde og årlig tilvækst: 3,0 x 2,5 m (30 x 25 cm/år).

## Hjemsted
Garvesumak findes i gruset, veldrænet maki på Sicilien, i Grækenland og Tyrkiet, i andre dele af Mellemøsten og i Centralasien.
Hatila-dalens nationalpark er 24,4 km lang og når fra Çoruh-flodens leje (170 m.o.h.) til Mount Kurt (3224 m.o.h.). Den har en bredde på 14,3 km, regnet fra Alacadaĝ (2844 m) til Mount Keçi (2047 m). Det undersøgte område omfatter et afgrænset afvandingsområde, som har højdeforskelle på ca. 3.000 m inden for ca. 25.000 ha. Området har fastlandsklima med nedbør i form af vinterregn eller -sne. Her vokser arten sammen med bl.a. Acer divergens (en endemisk art af løn), almindelig figen, almindelig parykbusk, Capparis ovata (en art af kapers-slægten), Ephedra major (en art af ledris), granatæble, græsk jordbærtræ, orientalsk platan og Tamarix tetrandra (en art af tamarisk).

## Anvendelse
Den tørrede, formalede frugt af garvesumak anvendes som krydderi i alle de mellemøstlige lande. Det er et rødligt pulver, der smager syrligt, og som kan bruges i stedet for citron. Det er især retter som spidstegt kød, grydestegt fjerkræ og lignende, der krydres med dette pulver.
Bladene indeholder tannin og har været brugt til garvning, hvilket har givet planten dens danske navn.

## Note
1. ↑  Özgür Eminaĝauĝlu og Rahim Anşin: The Flora of Hatila Valley National Park and its Close Environs (Artvin) Arkiveret 5. marts 2016 hos  Wayback Machine – grundig, men vanskeligt læsbar tekst om stedets vegetation, på (engelsk)

| Portal | Portal:Botanik |